# Polymera (Polymerodes) conjunctoides
Polymera (Polymerodes) conjunctoides is een tweevleugelige uit de familie steltmuggen (Limoniidae). De soort komt voor in het Neotropisch gebied.